# Lilly Pokorná
Lily Pokorná, geborene Weil, auch bekannt als Lilly Pokorny, (* 28. Januar 1894 in Prag; † 1974 in Sao Paulo) war eine tschechisch-brasilianische Radiologin. 1942 richtete sie im Ghetto Theresienstadt, in das sie als Jüdin deportiert worden war, die erste Radiologiestation ein. Die Informationen, die wir heute über sie haben, beruhen überwiegend auf den Forschungen der tschechischen Historikerin Anna Hájková.

## Leben
Lily Pokorná war eine Tochter des Ehepaars Josef und Regina Weil. Sie wurde am 28. Januar 1894 in Prag (Tschechien) geboren. Sie hatte eine jüngere Schwester, Gertrud Ritter. Lily Pokorná promovierte am 2. März 1922 an der deutschen Karl-Ferdinands-Universität in Prag.
1923 heiratete Lily Weil den Dermatologen Adolf Pokorny. Sie bekamen zwei Kinder: Lotte Christina Katz de Castro (* 1926) und Thomas Pokorny (* 1929). Die Ehe wurde 1935 geschieden.
Als die Situation sich für Juden immer mehr verschlechterte, beschloss Pokorná noch vor dem Ausbruch des Zweiten Weltkriegs, ihre Kinder mit einem Kindertransport nach England zu bringen. Sie selbst wurde als Jüdin in das Sammel- und Durchgangslager Theresienstadt verschleppt.
Das Gesundheitswesen, insbesondere die Krankenversorgung, in Theresienstadt war Teil der jüdischen Selbstverwaltung. Die Leitung lag zuerst bei Erich Munk und später bei Richard Stein. 1943 war das Gesundheitswesen die effektivste und zweitgrößte Abteilung. Grund für die umfangreichen Medikamentenlieferungen war die Angst der nationalsozialistischen deutschen Besatzer, sich bei den Inhaftierten anzustecken – im Sommer 1944 betrug die Rechnung für gelieferte Schmerz-, Ruhr-, Paratyphus- und Herzmedikamente sowie Sulfa-Medikamente rund eine halbe Million Kronen (in heutiger Kaufkraft 232.000 Euro).
Lily Pokorná gründete in Theresienstadt im März 1942 die erste Radiologiestation. Sie leitete die Station zuerst alleine, später arbeiteten neben ihr noch neun weitere Radiologen.
Als sie 1943 einen Wehrmachtsoffizier durch ihre Station führte und dieser sich nach Material für Röntgenaufnahmen erkundigte, war dieser überrascht. Es gab zwar wenig Röntgenmaterial, aber mehr als beispielsweise in Wien, wo seit Monaten nichts zur Verfügung stand. Zudem waren die in Theresienstadt durchgeführten Operationen modern und komplex.
Im Mai 1945 wurde das Konzentrationslager befreit. Nach Kriegsende holte Lily Pokorná ihre Kinder in England und wanderte mit ihnen nach Brasilien aus.
1974 starb Lily Pokorná im Alter von 79 Jahren in São Paulo.